# Klaudia Adamek
Klaudia Natalia Adamek (ur. 22 marca 1999 w Złotowie) – polska lekkoatletka, sprinterka oraz bobsleistka. Olimpijka z Tokio 2021 (bieg w sztafecie 4 x 100 metrów).
Medalistka mistrzostw Polski seniorów (brąz na 100 metrów w 2020).
W bobslejach startuje w duecie z Lindą Weiszewski.

## Osiągnięcia
| Rok  | Impreza                                     | Miejsce   | Konkurencja             | Pozycja       | Wynik   |
| ---- | ------------------------------------------- | --------- | ----------------------- | ------------- | ------- |
| 2015 | Mistrzostwa świata juniorów młodszych       | Cali      | bieg na 100 metrów      | eliminacje    | 12,02   |
| 2015 | Mistrzostwa świata juniorów młodszych       | Cali      | bieg na 200 metrów      | półfinał      | 24,16   |
| 2015 | Olimpijski festiwal młodzieży Europy        | Tbilisi   | bieg na 100 metrów      | 2. miejsce    | 12,16   |
| 2016 | Mistrzostwa Europy juniorów młodszych       | Tbilisi   | bieg na 100 metrów      | 3. miejsce    | 11,82   |
| 2016 | Mistrzostwa Europy juniorów młodszych       | Tbilisi   | sztafeta szwedzka       | 2. miejsce    | 2:08,57 |
| 2016 | Mistrzostwa świata juniorów                 | Bydgoszcz | bieg na 100 metrów      | eliminacje    | 12,06   |
| 2016 | Mistrzostwa świata juniorów                 | Bydgoszcz | sztafeta 4 × 100 metrów | 4. miejsce    | 44,81   |
| 2017 | Mistrzostwa Europy juniorów                 | Grosseto  | bieg na 100 metrów      | 6. miejsce    | 11,96   |
| 2017 | Mistrzostwa Europy juniorów                 | Grosseto  | sztafeta 4 × 100 metrów | eliminacje    | 45,27   |
| 2018 | Mistrzostwa świata juniorów                 | Tampere   | bieg na 100 metrów      | eliminacje    | DNF     |
| 2021 | World Athletics Relays                      | Chorzów   | sztafeta 4 x 100 metrów | 2. miejsce    | 44,10   |
| 2021 | World Athletics Relays                      | Chorzów   | sztafeta 4 x 200 metrów | 1. miejsce    | 1:34,98 |
| 2022 | Mistrzostwa Polski Seniorów w Lekkoatletyce | Suwałki   | sztafeta 4 x 100 metrów | \| 1. miejsce | 45, 10  |

## Rekordy życiowe
- bieg na 60 metrów (hala) – 7,34 (2021)
- Bieg na 100 metrów – 11,30 (2021) 12. wynik w polskich tabelach historycznych
- Bieg na 200 metrów – 23,66 (2021)